# Provinz Capitán Prat
Die Provinz Capitán Prat ist die südlichste der vier Provinzen in der chilenischen  Región de Aysén. Mit 3837 Einwohnern ist sie eine der bevölkerungsärmsten Provinzen Chiles. Sie ist nach dem chilenischen Seehelden Arturo Prat benannt. Die Provinz besteht aus folgenden drei Kommunen, dem Verwaltungssitz Cochrane, O’Higgins und Tortel.